# Luke Richardson
Luke Glen Richardson, född 26 mars 1969, är en kanadensisk före detta ishockeyback som spelade 21 säsonger i den nordamerikanska ishockeyligan National Hockey League (NHL), där han spelade för ishockeyorganisationerna Toronto Maple Leafs, Edmonton Oilers, Philadelphia Flyers, Columbus Blue Jackets, Tampa Bay Lightning och Ottawa Senators. Han producerade 201 poäng (35 mål och 166 assists) samt drog på sig 2 055 utvisningsminuter på 1 417 grundspelsmatcher. Han spelade även för Peterborough Petes i OHL.
Han draftades i första rundan i 1987 års draft av Toronto Maple Leafs som sjunde spelare totalt.
Richardson avslutade sin karriär den 27 november 2008 och den 3 februari 2009 blev han anställd av Senators som assisterande tränare. Den 23 maj 2012 blev han anställd som ny tränare för Senators primära samarbetspartner Binghamton Senators i AHL. Anställningsavtalet löpte ut efter säsongen 2013-2014. Den 18 juli 2013 blev det offentligt att Senators och Richardson hade kommit överens om en kontraktsförlängning där han ska fortsätta med sitt jobb i Binghamton i ytterligare en säsong, 2014-2015. Den 18 april 2016 meddelade Ottawa Senators att Richardson inte skulle återvända som tränare för Binghamton i förmån för att söka nya utmaningar.
Den 13 november 2010 drabbades Richardson av en familjetragedi, när hans yngsta dotter Daron tog sitt liv genom hängning vid 14 års ålder efter en tids psykisk ohälsa.
Han är svåger till den före detta ishockeyspelaren Jeff Chychrun som vann Stanley Cup med Pittsburgh Penguins för säsongen 1991-1992.